# Toyosu Center Building
Le Toyosu Center Building (豊洲センタービル) est un gratte-ciel situé dans le quartier de Toyosu, à Tokyo. Construit entre 1989 et 1992, sur les plans de agence japonaise Nikken Sekkei, il mesure 165 mètres de hauteur.
La surface de plancher de l'immeuble est de 99 640 m2.